# Повтор
Повтор або повторення — стилістична фігура, що утворюється умисним накопиченням в одному висловленні певних мовних елементів: окремих звуків, слів, словосполученнь або складніших синтаксичних одиниць. Головна, найзагальніша функція повтору — це художнє увиразнення мови, посилення її експресивно-зображальних властивостей. Повторами підкреслюються різноманітні семантично-стилістичні відтінки художнього тексту.

## Стилістичні фігури на базі повтору
- Анафора — повтор на початку рядків або речень. Приклад:

Нехай це — витвір самоти,

нехай це — вигадка й омана!

Моєму серцю снишся ти,

як морю сняться урагани.— Ліна Костенко, «В пустелі сизих вечорів…»
- Антанаклаза — повтор того самого слова у різних значеннях. Приклад:

Погана та мати, що не хоче дитя мати.— прислів'я 
- Анадиплозис або зіткнення — повтор кінцевого слова або фрази одного речення на початку наступного речення. Приклад:

Кораблем грається вітер і хвиля,

Вітер і хвиля граються безсердечно.— Йоганн Вольфганг фон Ґете
- Антиметабола — повтор фрази, але зі словами переставленими у зворотньому порядку. Приклад:

Один за всіх, і всі за одного.
- Анепіфора або кільце — повтор на початку та у кінці речення, віршу, строфи, абзацу або усього твору. Приклад:

Ні, не співать нам, доле, ні!— Леонід Глібов
- Діакоп
- Епіфора — повтор наприкінці рядків або речень. Приклад:

Розумним і твердим у цьому світі будь

І завжди мовчазним у цьому світі будь!

I, поки очі є, язик і вуха в тебе,

Сліпим, німим, глухим у цьому світі будь!— Омар Хаям
- Епанастрофа

- Поліптотон — повтор в межах одного речення того самого слова у різних граматичних формах. Приклад:

З лисами і сам лисом станеш.— Прислів'я